# Kathleen Richardson
Pour les articles homonymes, voir Richardson.
Kathleen Margaret Richardson, baronne Richardson de Calow, (née le 24 février 1938) est une pasteur méthodiste britannique. Créé un pair à vie en 1998, elle siège comme crossbencher à la Chambre des lords jusqu'à sa retraite en 2018.

## Biographie
Richardson est née le 24 février 1938 de Francis et Margaret Fountain. Elle fait ses études à la St Helena School, une école secondaire pour filles à Chesterfield, Derbyshire. Elle fréquente ensuite le Stockwell College, une école de formation des enseignants où elle obtient un certificat en éducation. Elle se forme au ministère ordonné au Deaconess College d'Ilkley et à Wesley House à Cambridge.
Richardson est diaconesse en 1961 et ordonnée prêtre en 1980.
Richardson est la première femme à devenir présidente de district au sein de l'Église méthodiste de Grande-Bretagne. Plus tard, elle est la première femme présidente de la Conférence méthodiste de 1992 à 1993. Elle est la modératrice du Conseil fédéral des Églises libres de 1995 à 1999.
En 1964, Kathleen Fountain épouse Ian David Godfrey Richardson. Ensemble, ils ont trois filles.
Dans les honneurs du Nouvel An de 1996, Richardson est nommée Officier de l'Ordre de l'Empire britannique (OBE) "pour services à la communauté méthodiste". Le 3 août 1998, elle est créée pair à vie en tant que baronne Richardson de Calow, de Calow dans le comté de Derbyshire.